# WASP-3
WASP-3 är en ensam stjärna belägen i den mellersta delen av stjärnbilden Lyran. Den har en skenbar magnitud av ca 10,63 och kräver ett teleskop för att kunna observeras. Baserat på parallax enligt Gaia Data Release 1 på ca 4,07 mas, beräknas den befinna sig på ett avstånd på ca 800 ljusår (250 parsek) från solen. Den rör sig närmare solen med en heliocentrisk radialhastighet på ca -6 km/s.

## Egenskaper
WASP-3 är en gul till vit stjärna i huvudserien av spektralklass F7 V. Den har en massa som är ca 1,2 solmassa, en radie som är ca 1,3 solradie och har en effektiv temperatur av ca 6 400 K. Stjärnan verkar vara variabel och "övergick från ett mindre aktivt (log R'_hk=-4,95) till ett mer aktivt (log R'_hk=-4,8) tillstånd mellan 2007 och 2010".

## Planetsystem
Exoplaneten WASP-3b upptäcktes av SuperWASP-projektet 2007. William Herschelteleskopet hade bekräftat att det var en planet 2008.
År 2010 föreslog forskare en andra planet som kretsade kring WASP-3. Men 2012 avfärdades detta förslag.
| Planet | Massa          | Halv storaxel (AE) | Siderisk omloppstid (d) | Excentricitet | Inklination | Radie |
| ------ | -------------- | ------------------ | ----------------------- | ------------- | ----------- | ----- |
| b      | 2,06 ± 0,13 MJ | 0,0313 ± 0,0001    | 1,8468392 ± 0,0000007   | 0             | -           | -     |